# Bình đẳng xã hội
Bình đẳng xã hội là một tình trạng mà trong đó tất cả mọi người trong một xã hội hay một nhóm cụ thể nào đó có địa vị, tình trạng pháp lý tương tự như nhau ở những khía cạnh nhất định, thường bao gồm các quyền dân sự, tự do ngôn luận, quyền sở hữu và tiếp cận bình đẳng đối với hàng hóa và dịch vụ xã hội. Tuy nhiên, nó cũng bao gồm các khái niệm về công bằng sức khỏe, bình đẳng kinh tế và các an toàn xã hội khác. Nó cũng bao gồm các cơ hội và nghĩa vụ ngang nhau, và do đó liên quan đến toàn bộ xã hội. Công bằng xã hội đòi hỏi sự vắng mặt (không tồn tại) ranh giới của giai cấp xã hội hay đẳng cấp (caste) được thực thi một cách hợp pháp và không có phân biệt đối xử được thúc đẩy bởi một phần không thể tách rời của bản sắc của một người. Ví dụ, quan hệ tình dục, giới tính, chủng tộc, tuổi tác, khuynh hướng tình dục, nguồn gốc, đẳng cấp hoặc giai cấp, thu nhập hoặc tài sản, ngôn ngữ, tôn giáo, niềm tin, quan điểm, sức khỏe hoặc bị khuyết tật không nên đưa tới việc đối xử bất bình đẳng trước pháp luật và không nên làm giảm cơ hội một cách vô lý.
"Cơ hội bình đẳng" được hiểu là được đánh giá bằng khả năng, coi như tương ứng với một nền kinh tế thị trường tự do. Một vấn đề là có sự bất bình đẳng chiều ngang, sự bất bình đẳng của hai người cùng một nguồn gốc và khả năng. Trong một nền kinh tế phức tạp, có sự bất bình đẳng chiều ngang nảy sinh trong các hệ thống phức tạp, và do đó sự bình đẳng có thể không thể đạt được.